# Domnall Brecc
Domnal Brecc va ser rei dels escots de Dál Riata (Domnall I) del 629 al 642.

## Biografia
El seu sobrenom de "tacat", normalment traduït com a "pèl-roig" (en anglès the Freckled), que segueix el del seu pare, Eochaid Buide, "groc" (és a dir, ros en anglès, the Yellow) suggereix una complexió molt clara per als membres d'aquesta família .
Eochaid Buide va morir l'any 629. El seu successor, Connad Cear, és, segons un grup de textos, germà de Domnall, però òbviament és molt més probable que Connad vingués del Cenél Comgaill (és a dir, Cowal), una altra branca de la Dál Riata al nord de la Gran Bretanya. Va morir el mateix any a Irlanda. El seu successor té fama de ser el seu fill, Ferchar mac Connaid, però també hi ha proves que el regnat de Ferchar no va començar fins més tard i que el successor immediat de Connad hagués estat Domnall Brecc.
L'any 622 es considera que Domnall va lluitar a Cend Delgthen, probablement al Regne de Mide com a part d'un conflicte intern entre el sud d'Uí Néill. Es desconeixen les seves motivacions, però aquesta és l'única batalla que es recorda en la qual va estar en el bàndol guanyador.
L'any 638 el trobem la batalla de “Glenn Mureson” en la qual caigué el “poble de Domnall Brecc”. La ubicació d'aquesta batalla no està identificada però és a Escòcia.
La seva última batalla es va lliurar el desembre de 642 o 643 a Strathcarron, a l'est dels turons de Kilsyth, contra Hoan, rei dels bretons de Dumbarton. Un fragment d'un panegíric versificat, Y Gododdin, indica que Domnall va ser assassinat "després d'haver cremat una ciutat dels bretons",

## Descendència
Domnall va deixar almenys dos fills: Cathusach, que va morir el 650, i Domangart mac Domnaill, que va regnar del 660 al 673 i que és l'avantpassat dels posteriors reis de Dál Riata i Escòcia.